# Theristus buetschlii
Theristus buetschlii är en rundmaskart som beskrevs av Bresslau och Stekhove. Theristus buetschlii ingår i släktet Theristus och familjen Monhysteridae. Inga underarter finns listade i Catalogue of Life.